# Liste der Baudenkmäler in Burgpreppach
Auf dieser Seite sind die Baudenkmäler in dem unterfränkischen Markt Burgpreppach zusammengestellt. Diese Tabelle ist eine Teilliste der Liste der Baudenkmäler in Bayern. Grundlage ist die Bayerische Denkmalliste, die auf Basis des Bayerischen Denkmalschutzgesetzes vom 1. Oktober 1973 erstmals erstellt wurde und seither durch das Bayerische Landesamt für Denkmalpflege geführt wird. Die folgenden Angaben ersetzen nicht die rechtsverbindliche Auskunft der Denkmalschutzbehörde.
 Diese Liste gibt den Fortschreibungsstand vom 4. Juni 2024 wieder und enthält 56 Baudenkmäler.

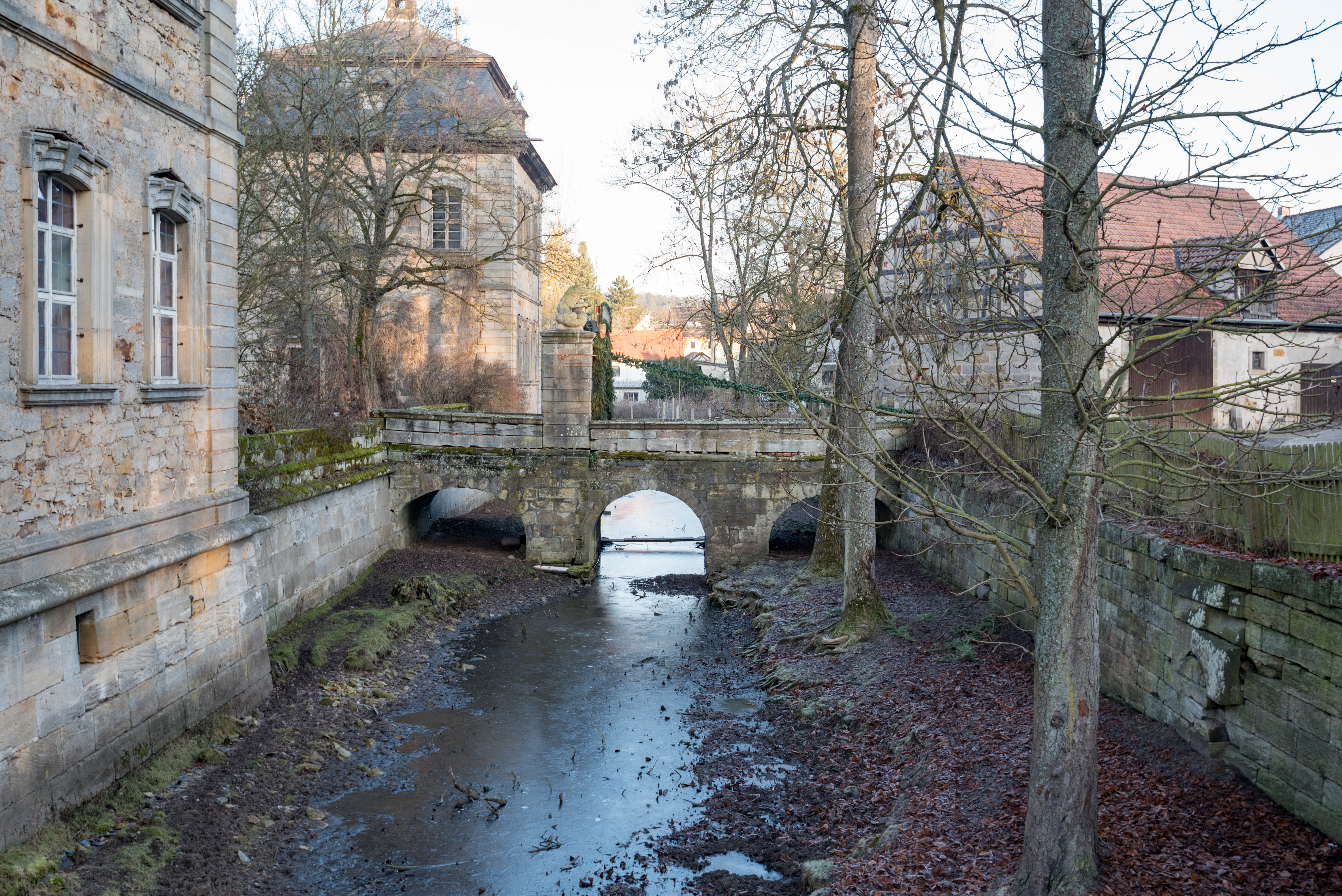
Schloss und Schlossgraben in Burgpreppach

## Baudenkmäler nach Gemeindeteilen

### Birkach
| Lage                  | Objekt                               | Beschreibung | Akten-Nr.             | Bild           |
| --------------------- | ------------------------------------ | --- | --------------------- | -------------- |
| Birkach 21 (Standort) | Simultankirche St. Philipp und Jakob | Saalbau mit leicht eingezogenem Chor, Walmdach und Dachreiter mit welscher Haube, um 1300, im 17./18. Jahrhundert verändert; mit Ausstattung. (s. a. Bodendenkmal D-6-5829-0062) | D-6-74-121-6 Wikidata | weitere Bilder |

### Burgpreppach
| Lage                                                 | Objekt                                         | Beschreibung | Akten-Nr.               | Bild                                           |
| ---------------------------------------------------- | ---------------------------------------------- | --- | ----------------------- | ---------------------------------------------- |
| Bischwinder Weg 64 1/2 (Standort)                    | Evangelisch-lutherische Pfarrkirche            | Saalbau von 1734 mit Werksteingliederungen, Krüppelwalmdach, eingezogenem Chor und Turm von 1585 mit Zwiebelhaube; mit Ausstattung. (s. a. Bodendenkmal D-6-5829-0059) | D-6-74-121-1 Wikidata   | weitere Bilder                                 |
| Eichelberg, am Hang südwestlich des Ortes (Standort) | Jüdischer Friedhof                             | Mit zahlreichen Grabsteinen, angelegt 1708 (bis 1939). | D-6-74-121-27 Wikidata  | weitere Bilder                                 |
| Fuchsgasse 74 (Standort)                             | Katholische Pfarrkirche St. Konrad von Parzham | Saalbau mit eingezogener Apsis, Flankenturm und Satteldach, Mischmauerwerk in Sandstein, romanisierend, 1934/35 von Eugen Altenhöfer; mit Ausstattung. | D-6-74-121-49 Wikidata  | weitere Bilder                                 |
| Gemeinfelder Straße 108 (Standort)                   | Jüdische Schule                                | Ehem. jüdische Präparandenschule, heute Mehrfamilienwohnhaus, zweigeschossiger unterkellerter Massivbau in Hanglage auf hohem Sandsteinsockel und Flachsatteldach, 1878, südlicher Anbau mit Satteldach 1881, Dachausbau mit südlichem Zwerchhaus und Erweiterung nach Westen 1896. | D-6-74-121-61           | weitere Bilder                                 |
| Hauptstraße 18 1/2 (Standort)                        | Schloss                                        | Gestufte Dreiflügelanlage, zweigeschossiger Corps de Logis mit Flügeln und Walmdächern, vier turmartige, zwei- und viergeschossige Eckpavillons mit Mansardwalmdächern, Werksteingliederungen, ehemalige Grabenmauer als Fundament, Sandstein, Spätbarock, Entwurf und Ausführung von Joseph Greissing, nach dessen Tod war Balthasar Neumann am Stiegenhaus beteiligt 1717–1750; mit Ausstattung. (s. a. Bodendenkmal D-6-5829-0058) | D-6-74-121-2 Wikidata   | weitere Bilder                                 |
| Hauptstraße 19 (Standort)                            | Ehemalige Schlossmühle                         | Eingeschossiges und traufständiges Halbwalmdachhaus, mit Diamantquaderung, 1633. | D-6-74-121-3 Wikidata   | weitere Bilder                                 |
| Hauptstraße 109 (Standort)                           | Ehemaliges Internat                            | Mit Lehrerwohnung des Talmud-Tora-Vereins, heute Wohnhaus, massiver zweigeschossiger traufständiger Satteldachbau mit Sandsteinsockel und Putzfassaden, 1898. | D-6-74-121-63           | weitere Bilder                                 |
| Nähe Hauptstraße; Sandhügel (Standort)               | Kriegerdenkmal für 1870/71                     | Exedraförmige Anlage mit Inschriftstelen und reißendem Löwen, Sandstein, um 1910. | D-6-74-121-5 Wikidata   | weitere Bilder                                 |
| Schulgasse 38 (Standort)                             | Sandsteinportal                                | | D-6-74-121-4            | weitere Bilder                                 |
| Wassergasse 25 (Standort)                            | Wohnhaus                                       | Zweigeschossiger massiver Walmdachbau mit Ecklisenen und geohrten Rahmungen, Mitte 18. Jahrhundert. | D-6-74-121-57           | Wohnhaus                                       |
| Wassergasse 26 (Standort)                            | Wohnhaus mit Fachwerkobergeschoss und Walmdach | 18. Jahrhundert | D-6-74-121-58           | Wohnhaus mit Fachwerkobergeschoss und Walmdach |
| Wassergasse 91 (Standort)                            | Ehemaliger Gasthof „Goldener Löwe“             | Zweigeschossiger Walmdachbau, Fachwerkobergeschoss, frühes 18. Jahrhundert. | D-6-74-121-54           | weitere Bilder                                 |
| Wassergasse 92 (Standort)                            | Ehemaliges Bauernhaus                          | Zweigeschossiger Walmdachbau mit Fachwerkobergeschoss, bezeichnet mit „1862“, mit älterem Kern | D-6-74-121-56           | weitere Bilder                                 |
| Wassergasse 92 (Standort)                            | Zugehöriges Nebengebäude                       | Giebelseite mit korbbogigem Tor und Rundfenster, bezeichnet mit „1855“. | D-6-74-121-56 zugehörig | weitere Bilder                                 |

### Fitzendorf
| Lage                                                          | Objekt                                        | Beschreibung | Akten-Nr.               | Bild           |
| ------------------------------------------------------------- | --------------------------------------------- | --- | ----------------------- | -------------- |
| Fitzendorf 10 (Standort)                                      | Ehemalige Schule                              | Zweigeschossiger und traufständiger Halbwalmdachbau mit Werksteingliederungen, massiv, bezeichnet „1811“.                              | D-6-74-121-28 Wikidata  | weitere Bilder |
| Fitzendorf 14 (Standort)                                      | Kapelle                                       | Sandsteinquaderbau mit Walmdach und Dachreiter mit Zwiebeldach, Sakristeianbau unter Schleppdach, 1933.                                | D-6-74-121-31 Wikidata  | weitere Bilder |
| Fitzendorf 20 (Standort)                                      | Bauernhaus                                    | Zweigeschossiger Satteldachbau mit Fachwerkobergeschoss, 18. Jahrhundert und 1855.                                                     | D-6-74-121-32 Wikidata  | weitere Bilder |
| Fitzendorf 20 (Standort)                                      | Hoftoranlage                                  | Sandsteinpfeiler mit Pilastergliederung und Vasenaufsätzen, Fußgängerdurchgang mit geohrtem Rahmen, klassizistisch, bezeichnet „1813“. | D-6-74-121-32 zugehörig | Hoftoranlage   |
| Dorfgrund (Standort)                                          | Scheune                                       | Traufständiger Satteldachbau mit Fachwerk, Anfang 19. Jahrhundert.                                                                     | D-6-74-121-32 zugehörig | Scheune        |
| Fitzendorf 22, in ortsbildprägender Höhenlage (Standort)      | Ehemalige Schule und Rathaus                  | Zweigeschossiger massiver Walmdachbau mit rundbogigem Eingang, bezeichnet „1908“.                                                      | D-6-74-121-33 Wikidata  | weitere Bilder |
| In Fitzendorf (Standort)                                      | Bildstock                                     | Säule auf diamantiertem Sockel, Aufsatz mit Kreuzigungsrelief, Sandstein, bezeichnet „1702“.                                           | D-6-74-121-30 Wikidata  | Bildstock      |
| Rauhberg (Standort)                                           | Friedhofskreuz                                | Sandstein, mit expressionistischem Sockel, Corpus, Dreinageltyp, barockisierend, bezeichnet „1929“.                                    | D-6-74-121-29 Wikidata  | Friedhofskreuz |
| Schlagteich, südwestlich des Ortes an der Straße zur B 303 () | Bildstock, sogenanntes Deutschmeister-Denkmal | Pfeiler auf Sockel, Aufsatz mit Kreuzigung, Sandstein, 18. Jahrhundert; im Bayerischen Denkmal-Atlas nicht kartiert                    | D-6-74-121-48 Wikidata  |                |

### Gemeinfeld
| Lage                     | Objekt                                             | Beschreibung | Akten-Nr.               | Bild                                               |
| ------------------------ | -------------------------------------------------- | --- | ----------------------- | -------------------------------------------------- |
| Gemeinfeld 34 (Standort) | Wohnhaus                                           | Zweigeschossiges Fachwerkhaus mit Sandsteinquadersockel und Halbwalmdach in Ecklage, um 1800. | D-6-74-121-11 Wikidata  | weitere Bilder                                     |
| Gemeinfeld 37 (Standort) | Wohnhaus                                           | Eingeschossiges und giebelständiges Fachwerkhaus mit Sandsteinquadersockel und Halbwalmdach, um 1800. | D-6-74-121-12 Wikidata  | weitere Bilder                                     |
| Gemeinfeld 39 (Standort) | Hoftorpfosten mit Pilastervorlage und Aufsatz      | Sandstein, um 1800. | D-6-74-121-13 Wikidata  | weitere Bilder                                     |
| Gemeinfeld 55 (Standort) | Standesamt                                         | Zweigeschossiges Steinhaus mit hohem rustiziertem Erdgeschoss und Walmdach, klassizistisch, Mitte 19. Jahrhundert.                                                                                          | D-6-74-121-14 Wikidata  | weitere Bilder                                     |
| Gemeinfeld 60 (Standort) | Ehemaliges Pfarrhaus                               | Zweigeschossiger verputzter Halbwalmdachbau mit geohrten Fensterrahmen und Freitreppe, um 1740. | D-6-74-121-34 Wikidata  | Ehemaliges Pfarrhaus                               |
| Gemeinfeld 64 (Standort) | Katholische Pfarrkirche Mariä Geburt               | Saalkirche, mit Giebelfassade, eingezogenem Polygonalchor und Turm mit Kuppeldach, Werksteingliederungen, 1736–1744, Turmuntergeschoss 15. Jahrhundert; mit Ausstattung. (s. a. Bodendenkmal D-6-5829-0062) | D-6-74-121-7 Wikidata   | weitere Bilder                                     |
| Gemeinfeld 64 (Standort) | Brücke zur Kirche, ehemals über einen Wassergraben | Einbogig, Bruchstein und Haustein. | D-6-74-121-9 Wikidata   | Brücke zur Kirche, ehemals über einen Wassergraben |
| Gemeinfeld 64 (Standort) | Brückenfigur des heiligen Joseph                   | Auf Inschriftsockel und geschwungener Basis, Sandstein, bezeichnet „1759“. | D-6-74-121-9 zugehörig  | weitere Bilder                                     |
| Gemeinfeld 64 (Standort) | Brückenfigur des heiligen Johannes von Nepomuk     | Auf Inschriftensockel und geschwungener Basis, bezeichnet „1759“. | D-6-74-121-9 zugehörig  | weitere Bilder                                     |
| Gemeinfeld 64 (Standort) | Mauer der ehemaligen Kirchhofbefestigung           | Sandsteinquadermauer, wohl 18. Jahrhundert. | D-6-74-121-8 Wikidata   | weitere Bilder                                     |
| In Gemeinfeld (Standort) | Friedhofsmauer                                     | Bruchstein und Haustein, mit historischen Grabsteinen und Grabsteinfragmenten auf der Ostseite, und Inschriftstein an der Südmauer, Sandstein, bezeichnet „1823“.                                           | D-6-74-121-35 Wikidata  | weitere Bilder                                     |
| In Gemeinfeld (Standort) | Grabmal Veronika Kopp                              | Stele mit Figur einer Trauernden, davor Urne, Sandstein, spätklassizistisch, 1883. | D-6-74-121-35 zugehörig | weitere Bilder                                     |
| In Gemeinfeld (Standort) | Kreuzigungsgruppe                                  | Mit Maria und Johannes, Dreinageltypus, Sandstein, bezeichnet „1839“. | D-6-74-121-35 zugehörig | weitere Bilder                                     |

### Hohnhausen
| Lage                                                                                                  | Objekt                                                                        | Beschreibung | Akten-Nr.               | Bild                                 |
| --- | ----------------------------------------------------------------------------- | --- | ----------------------- | ------------------------------------ |
| Dornbusch, Distrikt Schneckengrund, Abteilung XIV 26 Dornbusch (Standort)                             | Sogenannte Irissteine der ehemaligen sächsischen Enklave Königsberg in Bayern | | D-6-74-121-45 Wikidata  | BW                                   |
| Hohnhausen 34 (Standort)                                                                              | Ehemaliges Forsthaus, jetzt Wohnhaus                                          | Eingeschossiger Sandsteinquaderbau mit Krüppelwalmdach und Kniestock, historistisch, 1906. | D-6-74-121-36 Wikidata  | Ehemaliges Forsthaus, jetzt Wohnhaus |
| Hohnhausen 34 (Standort)                                                                              | Nebengebäude                                                                  | Traufständiges Kleinhaus mit Satteldach und Kniestock, Sandsteinquader und Fachwerk, seitliche Holzschuppen, um 1906/10. | D-6-74-121-36 zugehörig | Nebengebäude                         |
| Kirchenrangen, auf der Wüstung Gerlachshof, Distrikt Schneckengrund, Abteilung Kirchrangen (Standort) | Kreuzsteine                                                                   | Einer davon mit Scheibenkreuz, spätmittelalterlich. (s. a. Bodendenkmal D-6-5829-0016) | D-6-74-121-50 Wikidata  | Kreuzsteine                          |
| Ruine Bramberg; Waldabteilung XIII 1 „Ruine“ (Standort)                                               | Burgruine Bramberg                                                            | Mauerzüge in Bruchsteinmauerwerk mit Werksteinen, im Südwesten Außentor 15./16. Jahrhundert, nach Nordwesten jüngerer Gebäudetrakt des 16. Jahrhunderts, im Südosten Kernburg des 14. Jahrhunderts mit Zugang durch Torturm des 16. Jahrhunderts, Randhausburg mit Ring- und Halsgraben des 12. Jahrhunderts, nach Zerstörung 1168 Neubau der Kernburg um 1330/40 durch das Hochstift Würzburg, im 16. Jahrhundert grundlegende Umgestaltung, nach 1560 aufgegeben. (s. a. Bodendenkmal D-6-5829-0042) | D-6-74-121-44 Wikidata  | weitere Bilder                       |
| Sulzenlöcher; Distrikt Bramberg, Abteilung XIII 4a Sulzenlöcher (Kühleinsruh) (Standort)              | Gedenkstein                                                                   | 1916. | D-6-74-121-46 Wikidata  | weitere Bilder                       |

### Ibind
| Lage                | Objekt                                                                                           | Beschreibung | Akten-Nr.               | Bild                                                                                             |
| ------------------- | ------------------------------------------------------------------------------------------------ | --- | ----------------------- | ------------------------------------------------------------------------------------------------ |
| Ibind 1 (Standort)  | Ehemaliges herrschaftliches Gut, dann Doppelanwesen, eingeschossiges Wohnhaus auf Hausteinsockel | Mit Halbwalmdach und Fachwerkgiebel, erste Hälfte 18. Jahrhundert, zweite Hälfte 19. Jahrhundert verändert.                                                                                     | D-6-74-121-37 Wikidata  | Ehemaliges herrschaftliches Gut, dann Doppelanwesen, eingeschossiges Wohnhaus auf Hausteinsockel |
| Ibind 1 (Standort)  | Ehemaliges herrschaftliches Gut, dann Doppelanwesen, Wohnstallbau                                | Eingeschossiges Satteldachhaus mit Fachwerk, Stall in Sandsteinquader, bezeichnet „1811“. | D-6-74-121-37 zugehörig | Ehemaliges herrschaftliches Gut, dann Doppelanwesen, Wohnstallbau                                |
| Ibind 1 (Standort)  | Ehemaliges herrschaftliches Gut, dann Doppelanwesen, Scheunen                                    | Zwei Fachwerkscheunen mit gemeinsamem Satteldach auf der Nordostseite, schmaler Gaden, teilweise massiv, mit Fachwerk, offener Remise und Frackdach auf der Nordwestseite, 18./19. Jahrhundert. | D-6-74-121-37 zugehörig | Ehemaliges herrschaftliches Gut, dann Doppelanwesen, Scheunen                                    |
| Ibind 2 (Standort)  | Wohnhaus                                                                                         | Eingeschossiges und giebelständiges Fachwerkhaus mit Satteldach, 1814. | D-6-74-121-18 Wikidata  | Wohnhaus                                                                                         |
| Ibind 4 (Standort)  | Wohnhaus                                                                                         | Eingeschossiger und giebelständiger Steildachbau mit Fachwerkgiebel, wohl 18. Jahrhundert. | D-6-74-121-19 Wikidata  | Wohnhaus                                                                                         |
| Ibind 34 (Standort) | Rathaus                                                                                          | Zweigeschossiges Walmdachhaus mit Fachwerkobergeschoss und Dachreiter mit Zwiebeldach, 18. Jahrhundert.                                                                                         | D-6-74-121-20 Wikidata  | Rathaus                                                                                          |

### Kreuzmühle
| Lage                     | Objekt                         | Beschreibung                                                       | Akten-Nr.              | Bild                           |
| ------------------------ | ------------------------------ | ------------------------------------------------------------------ | ---------------------- | ------------------------------ |
| Hohnhausen 30 (Standort) | Wohnhaus, ehemalige Kreuzmühle | Eingeschossiger Fachwerkbau mit Halbwalmdach und Fußwalm, um 1800. | D-6-74-121-17 Wikidata | Wohnhaus, ehemalige Kreuzmühle |

### Kuchenmühle
| Lage                              | Objekt      | Beschreibung                                                                                  | Akten-Nr.              | Bild |
| --------------------------------- | ----------- | --------------------------------------------------------------------------------------------- | ---------------------- | ---- |
| Baunach; Gemeinfeld 10 (Standort) | Küchenmühle | Zweigeschossiger Fachwerkbau mit Halbwalmdach und massivem Erdgeschoss, wohl 18. Jahrhundert. | D-6-74-121-10 Wikidata | BW   |

### Leuzendorf in Unterfranken
| Lage                                                                                     | Objekt                                      | Beschreibung | Akten-Nr.               | Bild           |
| ---------------------------------------------------------------------------------------- | ------------------------------------------- | --- | ----------------------- | -------------- |
| Kreisstraße 46, an der Straße nach Kraisdorf im Wald vor der Gemarkungsgrenze (Standort) | Laufbrunnen                                 | Sockel mit Obelisk, davon Steintrog, Sandstein, 19. Jahrhundert(?). | D-6-74-121-52           | BW             |
| Kreisstraße 50 (Standort)                                                                | Kruzifix                                    | Sandstein, mit Korpus in barocken Formen, frühes 20. Jahrhundert(?). | D-6-74-121-51 Wikidata  | Kruzifix       |
| Leuzendorf 27 (Standort)                                                                 | Ehemaliges Pfarrhaus und Kapuzinerhospitium | Zweigeschossiger und giebelständiger Halbwalmdachbau, straßenseitige Erdgeschossgliederung durch Blendarkaden und Eckquaderung, um 1730.                                                             | D-6-74-121-21 Wikidata  | weitere Bilder |
| Leuzendorf 27 (Standort)                                                                 | Hofmauer                                    | Bruchstein-Hausteinmauerwerk in Sandstein, Innenseite mit Blendnischengliederung, 18. Jahrhundert, Inschrifttafel, um 1850.                                                                          | D-6-74-121-21 zugehörig | Hofmauer       |
| Leuzendorf 30 (Standort)                                                                 | Bauernhaus                                  | Zweigeschossiger Satteldachbau mit Fachwerkobergeschoss, historistisch, Ende 19. Jahrhundert. | D-6-74-121-47 Wikidata  | Bauernhaus     |
| Leuzendorf 31 (Standort)                                                                 | Schloss                                     | Dreigeschossiger Mansardwalmdachbau, Sandsteinquader, 16./18. Jahrhundert, 1803 renoviert. (s. a. Bodendenkmal D-6-5830-0094)                                                                        | D-6-74-121-22 Wikidata  | weitere Bilder |
| Leuzendorf 31 (Standort)                                                                 | Scheune                                     | Zwei Scheunen, im Winkel angeordnet, nach Süden mit Fachwerkgiebel und Satteldach | D-6-74-121-22 zugehörig | weitere Bilder |
| Leuzendorf 31 (Standort)                                                                 | Scheune                                     | Zwei Scheunen, im Winkel angeordnet, nach Westen massiv mit Halbwalmdach, im Kern 18. Jahrhundert.                                                                                                   | D-6-74-121-22 zugehörig | weitere Bilder |
| Leuzendorf 37 (Standort)                                                                 | Katholische Filialkirche St. Michael        | Saalbau mit eingezogenem Polygonalchor, Giebelfassade, Werksteingliederungen, Dachreiter mit Zwiebeldach, und Sakristei mit Pyramidendach, 1732; mit Ausstattung. (s. a. Bodendenkmal D-6-5830-0049) | D-6-74-121-23 Wikidata  | weitere Bilder |
| Leuzendorf 37, vor der Kirche (Standort)                                                 | Figur des heiligen Johannes Nepomuk         | Auf geschwungenem Sockel, Sandstein, um 1730. | D-6-74-121-25 Wikidata  | weitere Bilder |
| Leuzendorf 37, vor der Kirche (Standort)                                                 | Figur des heiligen Michael                  | Auf geschwungenem Inschriftsockel, Sandstein, um 1700. | D-6-74-121-24 Wikidata  | weitere Bilder |
| Vieräckerstück, nördlich des Ortes zwischen zwei Linden (Standort)                       | Wegkreuz                                    | Gebauchter Sockel, Sandstein um 1800, Gusseisenkorpus im Viernageltypus, um 1900. | D-6-74-121-40 Wikidata  | Wegkreuz       |
| Wirtsleite, im südlichen Ortsbereich (Standort)                                          | Bildnische                                  | Halbrundes Gehäuse über profilierter Mensa, Sandstein, bezeichnet „1841“. | D-6-74-121-39 Wikidata  | weitere Bilder |

### Rangenmühle
| Lage                    | Objekt   | Beschreibung | Akten-Nr.     | Bild           |
| ----------------------- | -------- | --- | ------------- | -------------- |
| Am Kührangen (Standort) | Kalkofen | Hoher auf rundem Grundriss aus Ziegelsteinen gemauerter und mit Eisenreifen gesicherter Ofen, Mitte 20. Jahrhundert. | D-6-74-121-55 | weitere Bilder |

### Ueschersdorf
| Lage                       | Objekt | Beschreibung | Akten-Nr.               | Bild           |
| -------------------------- | --- | --- | ----------------------- | -------------- |
| Ueschersdorf 1 (Standort)  | Evangelisch-lutherische Kirche                                                                                             | Neuromanischer Saalbau mit eingezogenem Chor in Sandsteinquaderwerk mit Lisenen und Rundbogenfriesen, Satteldach, 1866, und Flankenturm mit Pyramidendach, 1603; mit Ausstattung. (s. a. Bodendenkmal D-6-5829-0109) | D-6-74-121-26 Wikidata  | weitere Bilder |
| Ueschersdorf 4 (Standort)  | Bauernhaus | Eingeschossiger und giebelständiger Fachwerkbau mit Mansardhalbwalmdach und Fußwalm, um 1800. | D-6-74-121-42 Wikidata  | weitere Bilder |
| Ueschersdorf 18 (Standort) | Bauernhof | Dreiseitanlage mit zweigeschossigem und giebelständigem Wohnstallhaus mit Fachwerkobergeschoss und Halbwalmdach, bezeichnet „1837“. | D-6-74-121-41 Wikidata  | weitere Bilder |
| Ueschersdorf 18 (Standort) | Bauernhof, Nebengebäude | Südwestlich massives Stallgebäude mit Satteldach, anschließend Heuboden über Tordurchfahrt mit massivem Sockel und Fachwerkobergeschoss, südwestlich Scheune, Fachwerk auf Sandsteinquadersockel, mit Halbwalmdach, daran nach Südwesten Fachwerkscheune mit Remise, im Südosten Stall mit Fachwerkobergeschoss und Satteldach, Mitte 19. Jahrhundert. | D-6-74-121-41 zugehörig | weitere Bilder |
| Ueschersdorf 35 (Standort) | Bauernhof, Dreiseitanlage, zweigeschossiges und giebelständiges Wohnstallhaus mit Mansardwalmdach und Fachwerkobergeschoss | Zweite Hälfte 18. Jahrhundert. | D-6-74-121-43 Wikidata  | weitere Bilder |
| Ueschersdorf 35 (Standort) | Bauernhof, Dreiseitanlage, Stall                                                                                           | Sandsteinquader mit Fachwerkobergeschoss und Walmdach. | D-6-74-121-43 zugehörig | weitere Bilder |
| Ueschersdorf 35 (Standort) | Bauernhof, Dreiseitanlage, Scheunen mit Toreinfahrt                                                                        | Sandsteinquader und Fachwerk und an das Wohnhaus anschließend Fachwerkscheune mit Satteldach, 18./19. Jahrhundert. | D-6-74-121-43 zugehörig | weitere Bilder |
| Ueschersdorf 35 (Standort) | Bauernhof, Dreiseitanlage, Hoftor                                                                                          | Sandstein, Pfeiler mit Kugelaufsätzen, Fußgängerpforte mit geohrtem Segmentbogenrahmen, zweite Hälfte 18. Jahrhundert. | D-6-74-121-43 zugehörig | weitere Bilder |

## Ehemalige Baudenkmäler
| Lage                                             | Objekt               | Beschreibung | Akten-Nr.               | Bild           |
| ------------------------------------------------ | -------------------- | --- | ----------------------- | -------------- |
| Burgpreppach Schulgasse 38 (Standort)            | Wohnhaus             | Eingeschossiger und giebelständiger Satteldachbau mit Zierfachwerkgiebel, um 1700.                                                                    | D-6-74-121-4 Wikidata   | weitere Bilder |
| Burgpreppach Wassergasse 91 (Standort)           | Anbau mit Satteldach | Obergeschoss mit Zierfachwerk, um 1900 | D-6-74-121-54 zugehörig | BW             |
| Kreisstraße 40, Ortsende nach Birkach (Standort) | Wegkapelle           | Mit Flachsatteldach und stichbogigem Eingang, zwischen zwei Bäumen, 1849. Durch Neubau ersetzt, Figur original                                        | D-6-74-121-15 Wikidata  | Wegkapelle     |
| Flürlein, am Ortsende nach Marbach (Standort)    | Wegkapelle           | Mit Flachsatteldach und stichbogigem Eingang, Figur des heiligen Johannes Nepomuk, erste Hälfte 19. Jahrhundert. Durch Neubau ersetzt, Figur original | D-6-74-121-16 Wikidata  | Wegkapelle     |